# Schieflast
Unter Schieflast versteht man die ungleichmäßige Belastung der Außenleiter eines Dreiphasenwechselstromnetzes (Drehstromnetzes).  Größere Schieflasten können ohne Kompensation im Extremfall wegen Überhitzung zu Schäden in Kraftwerksgeneratoren und an Leistungstransformatoren führen. 
Der Grund von Schäden in Generatoren liegt darin, dass insbesondere der Läufer von den in Kraftwerken verwendeten Synchrongeneratoren als massiver und geschmiedeter Volltrommelläufer ohne Lamellierung gestaltet ist. Der Läufer eines Synchrongenerators ist bei gleichmäßiger Belastung und im synchronen Betriebsfall nur durch ein magnetisches Gleichfeld durchsetzt, und es treten keine Wirbelstromverluste auf. Durch eine Schieflast kommt es zu einem inversen Drehfeld im Läufer, welches zu einer unzulässigen Erwärmung und im Extremfall zur Zerstörung des Generators führen kann. Das inverse Drehfeld verursacht einen Strom in der Dämpferwicklung, dessen Frequenz doppelt so groß wie die Netzfrequenz ist. Die Dämpferwicklung wird dabei mit geringem Widerstand ausgeführt, um die Verluste gering zu halten.
Das Maß der Schieflast ist das Gegensystem im System der symmetrischen Komponenten.

## Beispiele
Schieflast tritt zum Beispiel auf, wenn eine Bahnstrecke mit Netzfrequenz betrieben wird und der einphasige Bahnstrom per Transformator aus dem dreiphasigen öffentlichen Stromnetz entnommen wird. Das war in Deutschland bei der Rübelandbahn der Fall. 
Ein weiteres Beispiel für das Auftreten von Schieflast sind Einphasen-Dreileiternetze, wie sie vor allem im nordamerikanischen Raum vorkommen. Bei diesem System können durch die Struktur bedingt an einer Transformatorenstation einphasige Verbraucher nur auf einen Außenleiter des Mittelspannungsnetzes aufgeschaltet werden.

## Gegenmaßnahmen
Eine gleichmäßige Verteilung der Last auf die drei Außenleiter kann Schieflast vermeiden. Das wird beispielsweise im Bereich der Unterverteilung dadurch sichergestellt, dass die einzelnen einphasigen Stromkreise eines Hauses oder einer Wohnung auf die einzelnen Außenleiter gleichmäßig aufgeteilt werden. Auch wenn dabei nicht pro Haus oder Wohnung eine vollständige Symmetrierung sichergestellt ist – das ist unter anderem vom momentanen Verbrauch in den einzelnen einphasigen Stromkreisen abhängig – ist die Symmetrierung im Mittelwert über eine Region und größeres Versorgungsgebiet in Näherung in vielen Fällen gut erfüllt.
Bei Drehstromtransformatoren kann das zusätzliche Anbringen von Ausgleichswicklungen oder ein Drehstromtransformator in Fünfschenkelausführung Abhilfe schaffen. In jedem Fall sind damit mehr Aufwand und höhere Kosten verbunden.
Zur Symmetrierung von kleineren Schieflasten in Niederspannungsnetzen kann die Zickzackschaltung auf der Unterspannungswicklung in Drehstromtransformatoren verwendet werden. Das wird bei Schieflasten unter anderem in lokalen Transformatorenstationen angewendet.
Seit den 2000er Jahren stehen zur Kompensation von Schieflasten in elektrischen Hochspannungsnetzen kostenintensive Techniken der Leistungselektronik wie der Unified-Power-Flow-Controller (UPFC) zur Verfügung.